# Listă de companii din Slovenia
Aceasta este o listă de companii din Slovenia.
- Adria Airways
- Adria Mobil
- Alpina
- Elan Line
- Gorenje
- Hermes Softlab
- Iskraemeco
- Istrabenz
- Krka Pharmaceuticals
- Lek Pharmaceuticals
- Mercator
- Mobitel
- Mura European Fashion Design
- Oxylus d.o.o.
- Petrol
- Prevent
- Revoz
- Sava Tires
- Slovenske zeleznice
- T-media
- Telekom Slovenije